# Saint-Laurent-d'Andenay
Saint-Laurent-d'Andenay är en kommun i departementet Saône-et-Loire i regionen Bourgogne-Franche-Comté i östra Frankrike. Kommunen ligger i kantonen Montchanin som tillhör arrondissementet Chalon-sur-Saône. År 2022 hade Saint-Laurent-d'Andenay 966 invånare.

## Befolkningsutveckling
Antalet invånare i kommunen Saint-Laurent-d'Andenay
| Referens: INSEE |